# Oberlandesgericht Graz

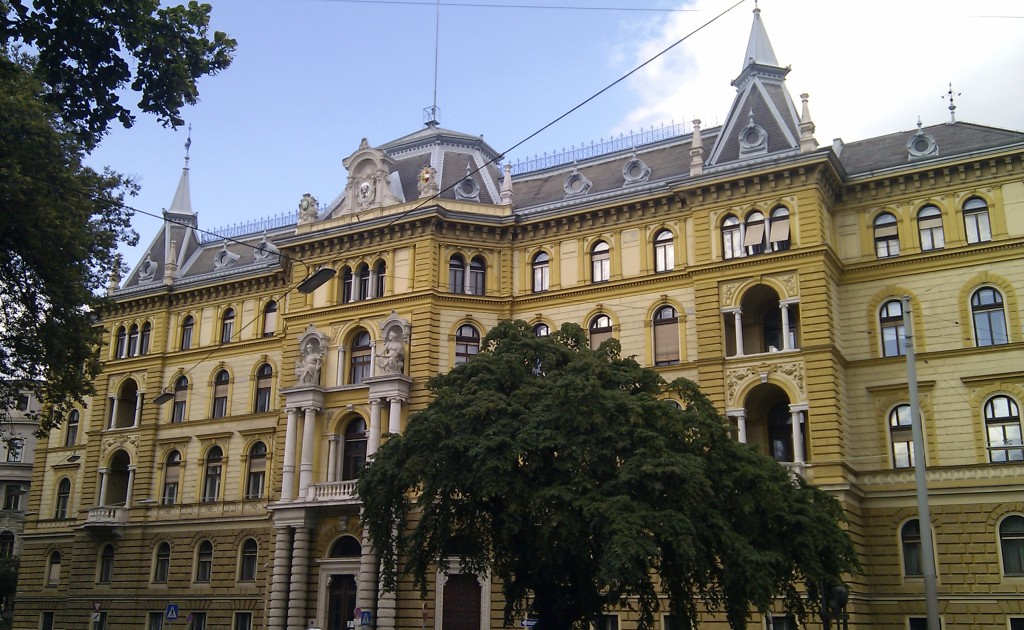
Sitz des Oberlandesgerichts Graz

Das Oberlandesgericht Graz (Abkürzung: OLG Graz) ist ein Gericht in Graz.

## Zuständigkeit
Seine räumliche Zuständigkeit erstreckt sich auf die Länder Steiermark und Kärnten.
Oberlandesgerichte sind die Rechtsmittelgerichte der Landesgerichte in seinem Zuständigkeitsbereich. Namentlich sind dies die folgenden vier Landesgerichte:
- Landesgericht für Strafsachen Graz sowie Landesgericht für Zivilrechtssachen Graz für die südliche Steiermark[1][2]
- Landesgericht Klagenfurt für Kärnten
- Landesgericht Leoben für die nördliche Steiermark

## Geschichte
1850 wurden in Österreich die Appellationsgerichte aufgehoben und Oberlandesgerichte gebildet. In Graz entstand so aus dem Appellationsgericht Graz das Oberlandesgericht Graz mit Zuständigkeit für das Kronland Steiermark. Am 20. Juli 1854 wurde das Oberlandesgericht Klagenfurt aufgehoben. Sein Sprengel (Kronländer Kärnten und Krain) wurden dem Oberlandesgericht Graz zugeschlagen.

## Präsidenten
Der Präsident des OLG ist Leiter der Justizverwaltung sämtlicher Gerichte seines Sprengels.
- Der derzeitige Präsident ist Michael Schwanda (seit 2021).[5]
- Präsident von 2011 bis 2021 war Manfred Scaria.[6][7]
- Präsident von 1920 bis 1926 war Richard Bratusch.
- Franz Glas war seit 1910 am OLG Graz tätig und später dessen Präsident.
- In der Zeit des Nationalsozialismus war Fritz Meldt zwischen 1938 und 1945 Oberlandesgerichtspräsident.[8]

## Belege
1. ↑  Landesgericht für Strafsachen Graz &#151; Zuständigkeit. BMJ, abgerufen am 26. März 2014.
2. ↑  Landesgericht für Zivilrechtssachen Graz &#151; Zuständigkeit. BMJ, abgerufen am 26. März 2014.
3. ↑  Verordnung des Ministers der Justiz vom 6. April 1850; in: Reichs-Gesetz- und Regierungsblatt für das Kaiserthum Österreich S. 114, Digitalisat
4. ↑  Verordnung des Justizministeriums vom 21. Juni 1854; in: S. 251, Sammlung der seit dem Regierungsantritte Sr. Majestät Kaiser Franz Joseph des Ersten bis zum Schlusse des Jahres 1855 erlassenen und noch in Kraft bestehenden Gesetze und Verordnungen im Justiz-Fache für das Kaiserthum Österreich, Band 16, 1859, Digitalisat
5. ↑  Oberlandesgericht Graz unter neuer Leitung. Abgerufen am 18. Dezember 2021.
6. ↑  Oberlandesgericht Graz &#151; Leitung. BMJ, abgerufen am 26. März 2014.
7. ↑  steiermark ORF at/Agenturen red: Neuer Präsident für Oberlandesgericht. 1. Oktober 2021, abgerufen am 18. Dezember 2021.
8. ↑  Lothar Gruchmann: Justiz im Dritten Reich 1933-1940: Anpassung und Unterwerfung in der Ära Gürtner, Band 28 von Quellen und Darstellungen zur Zeitgeschichte, 3. Auflage, 2002, ISBN 978-3-486-59547-5, S. 1212, online